# Mélissa Désormeaux-Poulin
Mélissa Désormeaux-Poulin, née le 3 juillet 1981 à Montréal au Québec, est une actrice québécoise.

## Biographie
Mélissa Désormeaux-Poulin est née dans le quartier du Plateau Mont-Royal à Montréal d'un père enseignant et d'une mère œuvrant dans le milieu de la communication.

### Carrière
Elle fait ses débuts comme comédienne dès l'âge de six ans, alors qu'elle est recrutée pour une publicité de céréales Magic Crunch de Post Foods.
Elle est choisie un peu plus tard pour jouer dans Jamais deux sans toi (1990-1993), puis pour incarner Marie dans la série Une faim de loup (1991).
Dès lors, elle apparaît sur le petit écran notamment dans Les Héritiers Duval (1994-1996), mais aussi dans des rôles aussi variés que Madeleine, une handicapée dans Asbestos (2002), une militante du FRAP dans Chartrand et Simonne, la suite (2003), Colombe, une revendeuse de drogue dans Grande Ourse (2004) ou la rebelle désorganisée Sarah Bernard dans Emma (2001-2004). Elle est aussi l'hystérique Julia dans Il était une fois dans le trouble, rôle qu'elle incarne dès 2004.
Elle fait partie du feuilleton télévisé La Promesse où elle incarne Florence Daveluy et elle est une des têtes d'affiche du film À vos marques... party! 2. En 2008, elle participe au film Dédé à travers les brumes aux côtés de Sébastien Ricard. En 2010, elle joue le rôle de Jeanne Marwan dans le film Incendies, une adaptation cinématographique de la pièce de théâtre du même nom de Wajdi Mouawad. En septembre 2014, elle incarne le rôle de Lou Gauthier, enseignante de géographie dans la série 30 vies.
Depuis janvier 2016, elle incarne le personnage principal, Ariane Beaumont, dans la série Ruptures, réalisée par Mariloup Wolfe. Elle participe également à la série Mensonges.

### Vie privée
Elle est en couple avec Jonathan Pilotte. Ensemble ils ont deux filles, Florence et Léa, qui ont décidé de poursuivre leur voie dans le même domaine que leur mère.

## Filmographie

### Cinéma
- 2005 : La Sauvegarde (court métrage)
- 2006 : À vos marques... party! de Frédérik D'Amours : Gaby Roberge
- 2009 : Dédé, à travers les brumes de Jean-Philippe Duval : Sophie
- 2009 : À vos marques... party! 2 de Frédérik D'Amours : Gaby Roberge
- 2010 : Incendies de Denis Villeneuve : Jeanne Marwan
- 2012 : Hors les murs de David Lambert : Anka
- 2013 : Gabrielle de Louise Archambault : Sophie
- 2017 : Le Trip à trois de Nicolas Monette : Estelle[3]
- 2018 : Dérive de David Uloth : Catherine Beauregard

### Télévision

#### Séries télévisées
- 1990 - 1992 : Jamais deux sans toi : Marie-Andrée Régnier
- 1991 : Une faim de loup : Marie
- 1991 : Livrofolie, Les Malheurs de Sophie : Sophie
- 1991 : Livrofolie, Alice au pays des merveilles : Alice
- 1993 : Écoute ton cœur : Pascale
- 1995 - 1996 : Les Héritiers Duval : Marie-Andrée Régnier
- 1997 : Les Aventures de la courte échelle : Ozzie
- 1998 : Coroner 1er rôle : Cathia Hunter
- 1998 - 1999 : La Part des anges : Camille Dansereau
- 2000 - 2004 : Le Monde de Charlotte : Judith Sirois
- 2001 : L'Enfant de la télé : Rita
- 2001 - 2004 : Emma : Sara Bernard
- 2002 : Asbestos : Madeleine Vaillancourt
- 2003 : Chartrand et Simonne, la suite : militante du FRAP
- 2004 : Grande Ourse : Colombe
- 2004 : Un monde à part : Judith Sirois
- 2004 : Ramdam : Isabelle Beauregard
- 2004 : Les Bougon, c'est aussi ça la vie! : Floralie
- 2004 - 2009 : Il était une fois dans le trouble : Julia
- 2006 - 2011 : La Promesse : Florence Daveluy
- 2010 - 2012 : Les Rescapés : Thérèse Desbiens
- 2012 : Lance et compte : La Déchirure : Marie-Josée Gignac
- 2013 : Mon meilleur ami : Eve
- 2014 : 30 vies : Lou Gauthier
- 2014 - 2016: Ces gars-là : Amélie
- 2014 - 2017 : Subito texto : Isabelle Milani
- 2014 - 2018 : Mensonges : Carla Morelli
- 2016 - 2019 : Ruptures : Ariane Beaumont
- 2020 : Épidémie : Dre Chloé Roy-Bélanger
- 2021 : Survivre à ses enfants : Nadine
- 2022 : Classé Secret : Rachel Miller
- 2022 : Lac-Noir : Valérie Roberge
- 2025 : Mea Culpa : Bérénice
- 2025 : Cérébrum : Jacqueline Laurent

## Théâtre
- Danse, petites désobéissances : Ève

## Distinctions

### Récompenses
- 2012 : Prix Gémeaux de la meilleure interprétation rôle de soutien féminin dans un téléroman pour La Promesse[4],[5]
- 2013 : Prix Jutra de la meilleure actrice de soutien pour Gabrielle

### Nomination
- 2011 : Prix Jutra de la meilleure actrice pour Incendies